# Lee Young-ju
Dans ce nom coréen, le nom de famille, Lee, précède le nom personnel.
Pour les articles homonymes, voir Lee.
Lee Young-ju, née le 22 avril 1992, est une footballeuse internationale sud-coréenne évoluant au poste de milieu de terrain au Madrid CFF. Elle fait également partie de l'équipe nationale depuis 2014.

## Biographie

### En équipe nationale
Elle participe avec l'équipe de Corée du Sud à la Coupe d'Asie 2014 puis à la Coupe d'Asie 2018.
Elle fait ensuite partie des 23 joueuses sud-coréennes retenues pour disputer la Coupe du monde 2019 organisée en France.